# Dasht-e-Lut

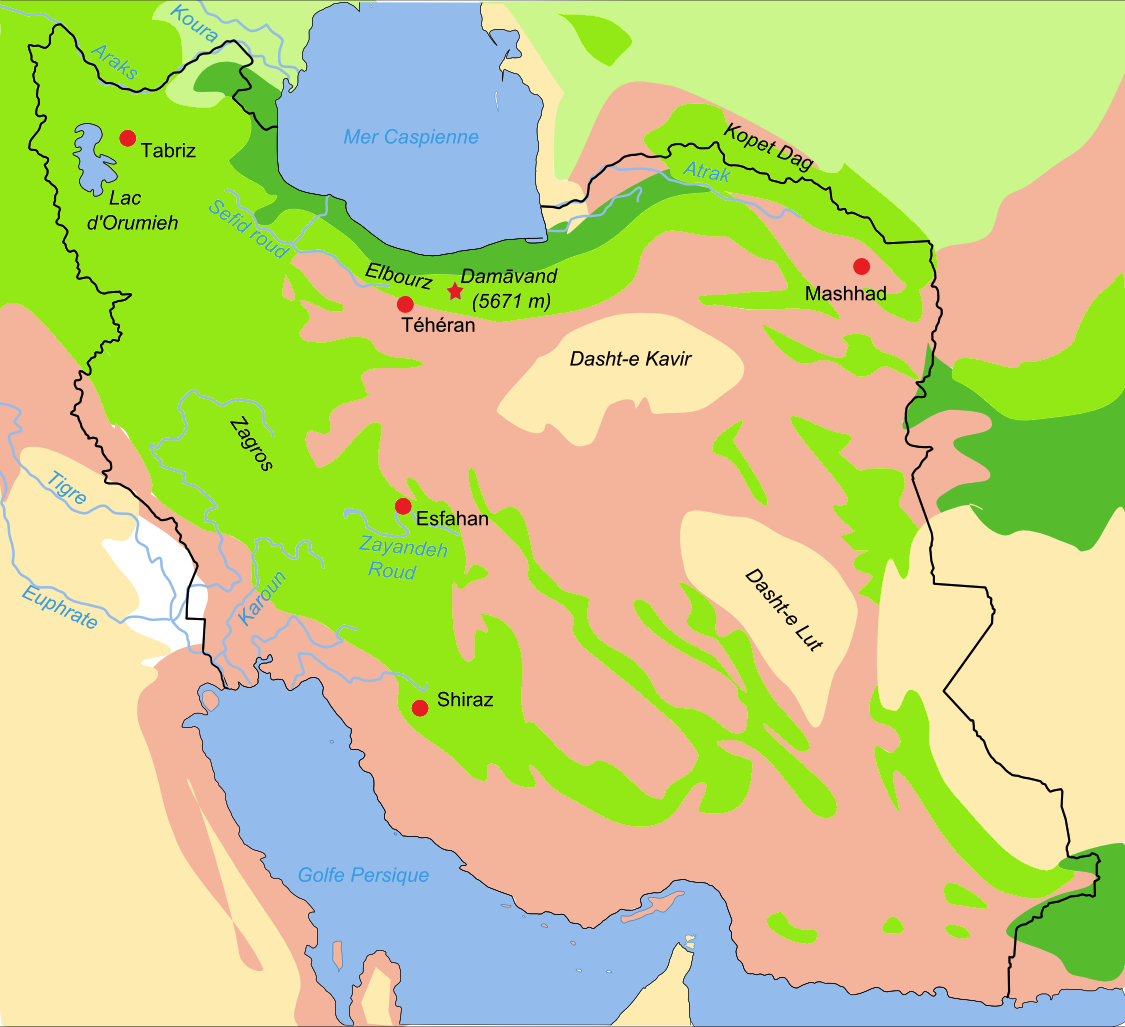
Mapa dels biotops de l'Iran
Estepa arbrada
Boscos i arbredes
Semidesert
Desert de terra baixa
Estepa
Aiguamolls al·luvials salats

Dasht-e Lut, o Dasht-i-Lut, és un gran desert de sal al sud-est de l'Iran, inscrit a la llista de llocs Patrimoni de la Humanitat per la UNESCO el 17 de juliol de 2016.
És una de les conques de drenatge de l'altiplà de l'Iran, fa 480 km de llarg i 320 km d'ample.
 i es considera el lloc més càlid i sec del món. La zona que cobreix uns 480 km² s'anomena Gandom Beriyan (el blat torrat). Hi ha lava volcànica negra a la superfície, aquesta lava té l'efecte d'absorbir l'excessiva insolació i això provoca una diferència de temperatura amb les zones elevades del voltant i produeix vent en forma canalitzat. No sembla haver vida a aquesta regió.
Dasht-e Lut té una superfície de 51.800 km². L'altra gran conca de l'Iran és el desert de Dasht-e Kavir. L'estació plujosa és la primavera i hi flueix aigua de les muntanyese Hazaran, però l'aigua s'asseca de seguida.
L'est de Dasht-e Lut és un altiplà baix cobert de sal. En contrast, el centre ha estat esculpit pel vent per 150 km. El sud-est és una vasta plana sorrenca del tipus saharià amb dunes de les més altes del món (300 m) i ergs.

## Clima
Els anys 2004 i 2005 aquesta zona va tenir les temperatures més altes del món amb 70 °C(registrades per satèl·lit). Aquesta temperatura registrada no és la de l'aire sinó de la mateixa superfície del sòl que acostuma a ser més alta. Els estius les temperatures mínimes poden estar per sobre dels 40 °C i de dia les màximes per sobre de 50 °C